# رله جیوه‌ای

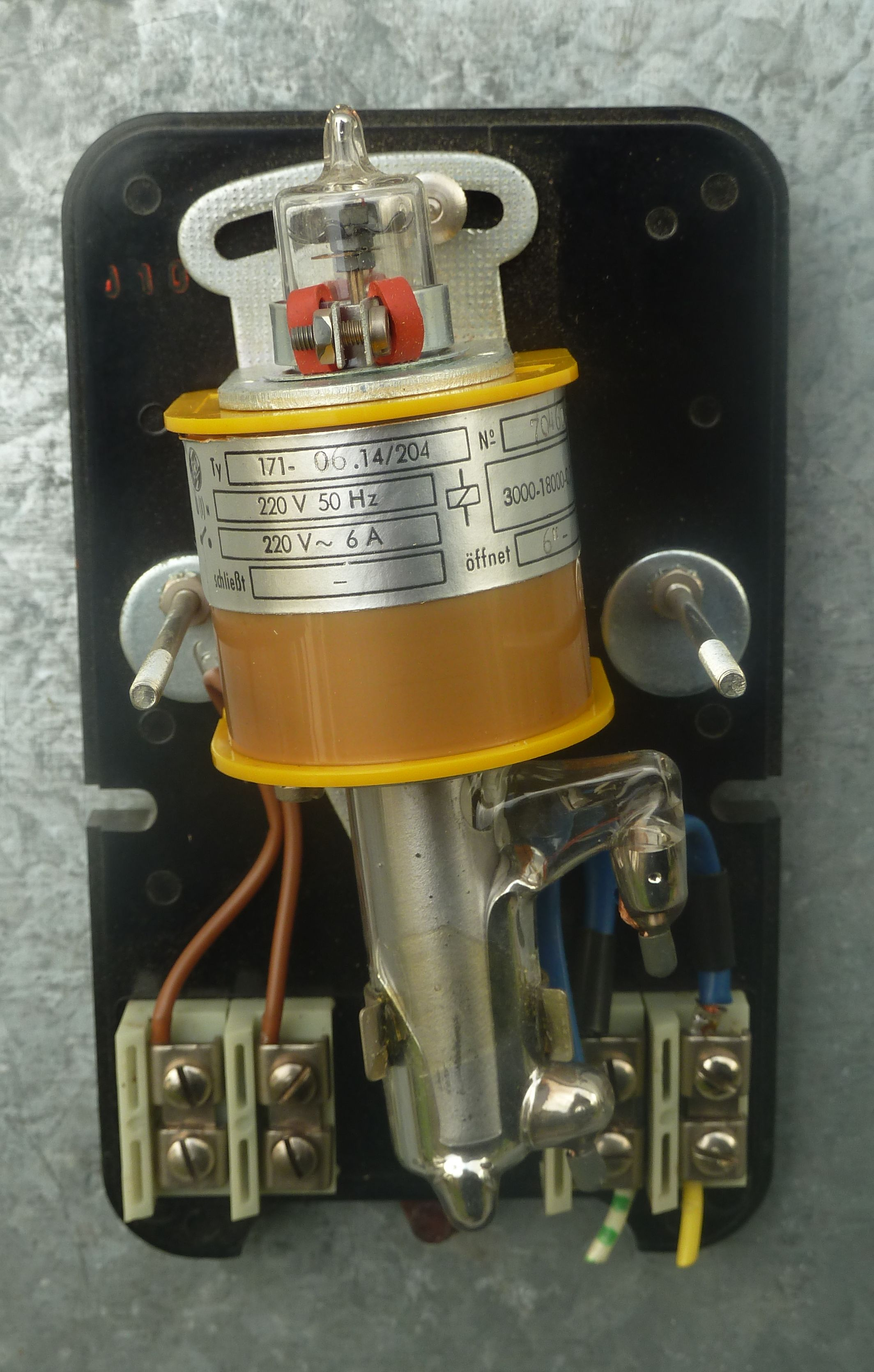
رله جیوه به‌طور معمول بسته، با سیم‌پیچی در اطراف بالای لوله و زاویه قابل‌تنظیم.

رله جیوه‌ای (به انگلیسی: Mercury relay) (رله جابجایی جیوه، کنتاکتور جیوه‌ای) رله ای است که از جیوه به عنوان عنصر کلیدزنی استفاده می‌کند.
آنها به عنوان کلیدها یا کنتاکتورهای جریان-بالا استفاده می‌شوند، جایی که فرسایش تماسی ناشی از چرخه ثابت مشکلی برای کنتاکت‌های رله معمولی است.
با توجه به ملاحظات زیست‌محیطی در مورد سمیت جیوه، رله‌های جیوه‌ای عمدتاً منسوخ شده‌اند، اگرچه واحدهای پوشینه‌دار (به انگلیسی: encapsulated) نوین هنوز هم کاربرد دارند. آنها به‌طور کلی با رله‌های حالت جامد جایگزین می‌شوند.

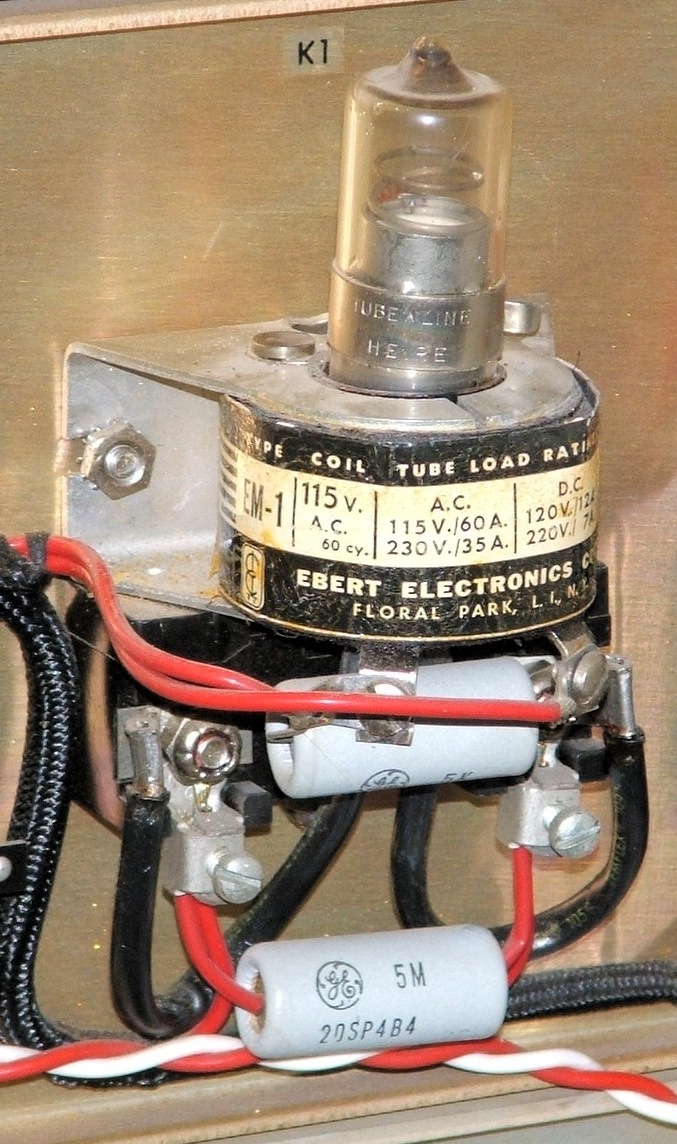
رله جیوه به‌طور معمول باز، با سیم‌پیچی در اطراف پایین لوله

برای کارکرد رله به‌طور معمول باز سنتی تر، کنتاکت جانبی تا حدودی بالاتر قرار می‌گیرد (یا حجم جیوه کاهش می‌یابد)، بنابراین هنگامی که هسته آهنی متحرک آزادانه روی حوضچه جیوه شناور است، اتصال برقرار نمی‌شود. سیم‌پیچ کنترلی در زیر سطح نشست هسته متحرک نصب می‌شود، و هنگامی که انرژی می‌گیرد، هسته متحرک را به عمق حوضچه می‌کشد، در نتیجه جیوه اضافی را جابجا می‌کند و بنابراین سطح آن را تا طرف اتصال جانبی که قبلاً پوشش نداده بود بالا می‌برد و مدار را می‌بندد.

## رله‌های ضربه‌ای
رله‌های جیوه‌ای نیز به عنوان رله‌های چفت‌کننده (به انگلیسی: latching) یا ضربه‌ای تولید شده‌اند. طراحی لنینگ از یک لوله شیشه‌ای افقی با دو حوضچه جیوه مجزاشده از محور استفاده می‌کند. یک رکاب رسانشی می‌تواند اینها را برای ایجاد اتصال پل کند. رله با چرخاندن رکاب در داخل و خارج حوضچه در امتداد محور افقی لوله کنترل می‌شود. یک وزنه بر روی رکاب گردان یک حرکت اورسنتر می‌دهد که رفتار چفت‌کننده ایجاد می‌کند. یک حلزون مغناطیسی روی آرمیچر اجازه می‌دهد تا آن را بچرخانید و توسط یک آهنربای الکتریکی خارجی کنترل کنید.

## سایر افزاره‌های کلیدزنی جیوه‌ای
- رله زبانه‌ای ترشده در جیوه
- کلید جیوه‌ای